# Mazuca elegantissima
Mazuca elegantissima är en fjärilsart som beskrevs av Antonius Johannes Theodorus Janse 1940. Mazuca elegantissima ingår i släktet Mazuca och familjen nattflyn. Inga underarter finns listade i Catalogue of Life.